# Bolitoglossa flaviventris
Espèce
Synonymes
- Oedipus flaviventris Schmidt, 1936

Statut de conservation UICN

 EN B1ab(iii) : En danger
Bolitoglossa flaviventris est une espèce d'urodèles de la famille des Plethodontidae.

## Répartition
Cette espèce se rencontre dans le sud de l'État de Chiapas au Mexique et dans le Sud-Ouest du Guatemala. Elle est présente du niveau de la mer jusqu'à  700 m d'altitude.

## Description
La femelle holotype mesure 188 mm dont 93 mm pour la queue.

## Étymologie
Son nom d'espèce, du latin flav[a], « jaune », et ventris, « ventre », lui a été donné en référence à la couleur jaune de son ventre.

## Publication originale
- Schmidt, 1936 : Guatemalan salamanders of the genus Oedipus. Field Museum of Natural History Publication, Zoological Series, vol. 20, no 17, p. 135-166 (texte intégral).